# Martin Knudsen
Martin Hans Christian Knudsen (ur. 15 lutego 1871 w Hasmark, zm. 27 maja 1949 w Kopenhadze) – duński fizyk. 
Najważniejsze osiągnięcia naukowe Knudsena dotyczą kinetyczno-molekularnej teorii gazów, szczególnie w obszarach niskich ciśnień. Z jego nazwiskiem wiążą się takie pojęcia, jak liczba Knudsena, dyfuzja Knudsena i przepływ Knudsena. Główne wyniki swoich badań zebrał w książce The Kinetic Theory of Gases (London, 1934).